# کارتاما
کارتاما (به اسپانیایی: Cártama) یک دهستان اسپانیا است که در استان مالاگا واقع شده‌است.

## خصوصیات
کارتاما ۱۵۰٫۱۲ کیلومترمربع مساحت و ۲۳٬۶۶۴ نفر جمعیت دارد و ۹۶ متر بالاتر از سطح دریا واقع شده‌است.